# (1794) Finsen
(1794) Finsen ist ein Asteroid des Hauptgürtels, der am 7. April 1970 von Jacobus Albertus Bruwer in Hartbeespoort entdeckt wurde.
Er ist benannt nach dem südafrikanischen Astronomen William Stephen Finsen (1905–1979, Direktor des Union-Observatoriums 1957–1965).